# Ananda (álbum)
Ananda —en español: Felicidad— es el octavo álbum de estudio de la cantante mexicana Paulina Rubio, cuyo éxito inmediato en los países nórdicos le permitió presentarse en la ceremonia del ganador al Premio Nobel de la Paz. Su publicación se realizó el 19 de septiembre de 2006 en América, Europa y algunos países asiáticos, a través de Universal Latino. Debido a la extensa promoción del álbum y al éxito de su primer sencillo se anticipó la fecha del lanzamiento en algunos países. Ananda fue grabado en el estudio de grabación de su casa en Miami, por lo cual se le considera como su álbum más orgánico y con el cual refleja madurez artística. 
El álbum es respaldado por una mezcla interesante de pop rock con influencias folclóricas, y sonidos como el dance y electropop. Obtuvo aclamación de la crítica, que consideraron una transición en la carrera de la cantante del pop tradicional al pop rock. AllMusic calificó de manera positiva a Ananda con 4.5 sobre 5 estrellas, valorado junto a Paulina como los álbumes más sobresalientes de su carrera.
Luego de que Paulina Rubio se alejara de la industria musical durante seis meses, tras el término de su gira mundial Pau-Latina World Tour, comenzó a realizar las sesiones de grabación de Ananda a mediados del 2005. Para ello, contó con la participación de artistas y productores con los cuales trabajaría por vez primera, entre quienes incluye al visionario productor argentino Cachorro López, el británico Rick Wake, el productor del género urbano Christopher «Tricky» Stewart y los mexicanos Antonio «Toy Selectah» Hernández y Áureo Baqueiro. Además de ello, Ananda contó con letristas reveladores como: Coti Sorokin, Julieta Venegas, Juanes y Xabi San Martín, quien compusieron varias de las canciones del disco.
Para la promoción de Ananda, ésta abarcó el lanzamiento de cuatro sencillos: «Ni Una Sola Palabra», «Nada Puede Cambiarme», «Ayúdame» y, por una corta rotación promocional, «Que Me Voy A Quedar». De ellos, el primero alcanzó posicionamientos satisfactorios en las listas musicales en toda Latinoamérica y España, donde certificó triple disco de platino digital por las altas ventas obtenidas. En Estados Unidos, la canción fue número uno en la lista Hot Latin Songs de la revista Billboard, también logrando entrar al Billboard Hot 100, la lista de éxitos más importante del país norteamericano. El segundo y tercer sencillo de Ananda tuvieron un éxito comercial modesto, pero fueron bien recibidos por la audiencia y la crítica. Gracias a tal éxito, Paulina Rubio se embarcó a su gira internacional Amor, Luz y Sonido Tour.
El 29 de agosto de 2007, Cachorro López recibió una nominación a los Premios Grammy Latino en la categoría de «Productor del Año», por su trabajo en Ananda.  Ese mismo año, el álbum ya había vendido más de 500 000 mil copias en todo el mundo.

## Antecedentes
Después del gran éxito comercial del séptimo álbum de estudio de Paulina Rubio, Pau-Latina (2004), se especuló que su próximo disco sería en inglés. Sin embargo, en septiembre de 2005 la cantante reveló que lanzaría dos producciones, cuyos lanzamientos serían en febrero de 2006: uno en inglés y otro en español con canciones de Coti Sorokin, Juanes y Alejandro Sanz. En abril de 2006 afirmó que su álbum tendría el nombre de «Rubia» y que saldría en septiembre de ese año.
Luego de diferentes noticias publicadas en su sitio oficial de fans, en junio de 2006 Paulina Rubio dio a conocer el nombre oficial de su octavo álbum de estudio, que sería «Ananda». De acuerdo a sus declaraciones, Ananda sería su disco más «personal». Cantantes, así como compositores y productores famosos se unirían a esta producción.

## Información de Ananda
El álbum es una recopilación orgánico, bien balanceado, con un sonido pop rock pero sin dejar a un lado las fusiones que Paulina Rubio ha aportado es su estilo musical y que la han llevado a colaborar con un equipo de profesionales que siempre va a la vanguardia musical. Ananda significa «felicidad »en Sánscrito (actualmente una lengua muerta en la que se encuentra la mayoría de la literatura antigua y sagrada de la India) Es también el nombre de su residencia en Miami, Florida, en la que montó un estudio donde grabó las partes vocales del disco, realizó la sesión de fotos, y en el que la mayoría del proceso creativo tuvo lugar.

## Promoción
Cuatro sencillos se lanzaron para promocionar Ananda: «Ni Una Sola Palabra», el sencillo principal del álbum, se estrenó el 22 de julio de 2006 por Universal Latino. Obtuvo buen recibimiento de la crítica, que notó un avance más maduro de la artista en cuanto a estilo musical. Comercialmente también gozó de buen éxito, acaparando la posición número uno de las listas Hot Latin Songs y Latin Pop Songs de la revista estadounidense Billboard.  En Europa consiguió vender 60,000 unidades en España y certificó triple disco de platino, mientras que en Finlanda acaparó la lista oficial del país, alcanzando la posición número dos.
El 9 de enero de 2007 se estrenó el segundo sencillo, «Nada Puede Cambiarme», una canción de pop rock en la que colaboró Slash, guitarrista de Guns N' Roses. Aunque la crítica se mostró entusiasmada con el tema, la audiencia no aprobó la colaboración entre una artista pop con un legendaria guitarrista de rock. Tuvo un éxito moderato en las listas musicales de Latinoamérica, y fue certificado disco de oro en España. El tercer sencillo, «Ayúdame», una balada de pop rock lanzada el 4 de abril de 2007, también gozó de un rendimiento comercial modesto en las listas y la radio, mientras que el cuarto y último sencillo del álbum, «Que Me Voy A Quedar», estrenada el 12 de noviembre de 2007, no recibió la promoción necesaria para entrar a las listas, incluso Universal Latino no envío la canción a las estaciones de radio, lo que contribuyó a su fracaso comercial. 
Otras canciones de Ananda figuraron en las listas musicales a pesar de no haberse lanzado como sencillos oficiales. La ranchera-pop moderna «Aunque No Sea Conmigo» se ubicó en la posición número ocho del top ten oficial de la Radio Latina en Paraguay.

## Lista de canciones
| Ananda |                         |                                                                   |                                            |          |  |
| N.º    | Título                  | Escritor(es)                                                      | Productor(es)                              | Duración |  |
| 1.     | «Ni una sola palabra»   | Xabier San Martín                                                 | Cachorro López                             | 3:44     |  |
| 2.     | «Nada puede cambiarme»  | Fernando Montesinos                                               | Áureo Baqueiro                             | 3:38     |  |
| 3.     | «Ayúdame»               | Paulina Rubio Coti Sorokin                                        | Cachorro López                             | 3:56     |  |
| 4.     | «N.O.»                  | Eric Sanicola Brooke Ross Gustavo Celis Nika García               | Rick Wake Eric Sanicola                    | 3:26     |  |
| 5.     | «Que me voy a quedar»   | Coti Sorokin Julieta Venegas                                      | Cachorro López                             | 3:20     |  |
| 6.     | «Aunque no sea conmigo» | Chago Díaz Alfonso Herrera                                        | TOY Hernández Sacha Trujeque Gush Montalvo | 3:39     |  |
| 7.     | «No te cambio»          | Juanes                                                            | TOY Hernández Gush Montalvo Sacha Trujeque | 3:41     |  |
| 8.     | «Retrato»               | Cachorro López Sebastian Schon Sandra Baylac                      | Cachorro López                             | 3:13     |  |
| 9.     | «Miénteme una vez más»  | Maria Christensen Jonnie "Most" Davis Marc Nelkin Sebastian Schon | Rick Wake Eric Sanicola                    | 3:37     |  |
| 10.    | «Hoy»                   | Adrian Sosa Paulina Rubio                                         | Adrian Sosa Gustavo Santoalalla            | 3:54     |  |
| 11.    | «Lo que pensamos»       | Paulina Rubio Áureo Baqueiro                                      | Áureo Baqueiro                             | 3:48     |  |
| 12.    | «Tú y yo»               | Christopher "Tricky" Stewart Paulina Rubio Marcelo Berestevoy     | Christopher "Tricky" Stewart               | 3:35     |  |
| 13.    | «Sin final»             | Cachorro López Sebastian Schon                                    | Cachorro López                             | 5:57     |  |
| 49:33  |                         |                                                                   |                                            |          |  |

Notas
- La canción «Beautiful Lie» no fue incluida en el álbum, sin embargo formó parte del setlist de su gira internacional.

- La canción «Me Siento Mucho Mas Fuerte Sin Tú Amor» fue incluida en algunas ediciones físicas que incluyen DVD y en otros países.

## Posicionamiento en listas

### Semanales
| País (2006)                                     | Posición |
| ----------------------------------------------- | -------- |
| España                                          | 2        |
| Estados Unidos (Billboard 200)                  | 25       |
| Estados Unidos (Latin Pop Albums)               | 1        |
| Estados Unidos (Top Latin Albums)               | 1        |
| Finlandia                                       | 3        |
| México (Billboard - Hits of the World (Albums)) | 1        |
| México                                          | 1        |

### Anuales
| Lista (2006)               | Posición |
| -------------------------- | -------- |
| Billboard Latin Albums     | 41       |
| Billboard Latin Pop Albums | 15       |

## Certificaciones y ventas
| País                                       | Certificaciones | Ventas   |
| ------------------------------------------ | --------------- | -------- |
| Argentina (CAPIF)                          | Platino         | 40 000   |
| Colombia                                   | Platino         | 10 000   |
| Estados Unidos (RIAA)                      | 2× Platino      | 200 000  |
| España (PROMUSICAE)                        | 2× Platino      | 160 000  |
| México (AMPROFON)                          | Oro             | 50 000 ^ |
| (^) Ventas basadas solo por certificación. |                 |          |